# Гератская кампания (1731)
Гератская кампания — повторное подчинение персами Надир-шаха Герата в начале 1730-х годов в разгар турецко-персидской войны (1730-1736). Конфликт начался с бунта афганского племени абдали (дуррани), спровоцированного гильзайским правителем Кандагара Хусейном Хотаком. Конфликт привел к восстановлению персидского владычества над Гератом.

## Бунт Зульфакар-хана
Пока персы воевали против турок на западе, правитель Кандагара Хусейн Хотак спровоцировал абдали Герата поднять бунт против персидского господства. Губернатор Герата Алахьяр-хан, признавший сюзеренитет Надир-шаха после Первой афганской кампании 1729 года, остался верен персам, но его лейтенант Зульфакар-хан принял помощь Кандагара и встал во главе мятежа.

## Осада Мешхеда
Алахьяр-хан был вынужден бежать из Герата и получил убежище у брата Надира Ибрагим-хана. Абдали вскоре вторглись в Хорасан и двинулись на его столицу, Мешхед, разбив отряды Ибрагим-хана и заставив его уйти за городские стены. Мешхед оказался в осаде. Хотя абдали имели мало шансов взять город (им не хватало артиллерии), эти события встревожили Надира. 16 августа он покинул Тебриз и направил свою армию через 2250 км на восток, к Мешхеду, и, неожиданно появившись под стенами города, заставил абдали снять осаду и стремительно отступить.

## Осада Герата
Пока Надир приближался к Герату, Хусейн Хотак все больше беспокоился о своих позициях в Кандагаре. Это побудило его вступить в переговоры с Надиром и вернуть нескольких пленных принцесс Сефевидов в знак доброй воли. Однако Хусейн не отказался от поддержки Зульфакар-хана. Более того, он отправил несколько тысяч человек под командованием Мохаммада Сейдал-хана из Кандагара в поддержку Зульфакар-хана.
Персидская армия прибыла в апреле 1731 года в город Ногрех, всего в несколько километров от Герата, откуда персы рассыпались веером и завладели башнями и крепостями в окрестностях города. В одну из ночей небольшая свита Надира из всего восьми стрелков оказалась в ловушке в изолированной башне, когда Сейдал-хан предпринял неожиданный рейд. К счастью для Надира, стрелки умело атаковали гильзаев с высоты, обратив их в бегство. Позднее, после перехода через мост на реке Харируд, персы отбили контратаку афганцев, заставив их удалиться за стены Герата. Наконец, в другую ночь, когда Надир отдыхал в своей палатке, со стены Герата был произведен шальной пушечный залп, и ядро пробило шатер и упало рядом с ложем Надира, что лишь подняло боевой дух персов: среди солдат стали ходить слухи, что Надир имеет божественную защиту.
Решающее сражение произошло за пределами города, когда Зульфакар-хан и Сейдал-хан договорились о совместной атаке против персов. Атака была отбита, когда Надир приказал ударить по афганцам с фланга, а сам возглавил лобовую атаку персидской кавалерии. Поражение вызвало бегство Сейдал-хана и капитуляцию города.

## Предательство Алахьяр-хана
Согласно договору, подписанному обеими сторонами, Алахьяр-хану был возвращен пост губернатора Герата, а Зульфакар-хан был сослан в Фарах. Надир не стал вводить войска в цитадель Герата, а вскоре из Фараха прибыло 4000 бойцов во главе с Зульфакар-ханом и вновь атаковали персидские войска, что заставило Надира усомниться в верности Алахьяр-хана. В итоге он также был сослан.
Осада цитадели была возобновлена, но афганцы отправили парламентеров с предложением сдачи, как только осознали свое затруднительное положение. Переговоры затянулись, но завершились в конечном счете тем, что Зульфакар-хану и его брату было дозволено бежать в Кандагар, а Герат был оккупирован персами. При этом город (что удивительно) не подвергся разграблению. Ибрагим-хан сумел захватить Фарах, чем помог умиротворению региона, в дополнение к политике Надира по вынужденному переселению многих из племен, участвовавших в восстании.